# Caaporã
Caaporã é um município brasileiro localizado na Região Metropolitana de João Pessoa, estado da Paraíba. Sua população em 2012 foi estimada pelo IBGE (Instituto Brasileiro de Geografia e Estatística) em 20  653 habitantes, distribuídos em 150 km² de área.

## Topônimo
"Caaporã", V. caipira ; v. caipora; estar caapora: ter - azar; é um termo oriundo da língua tupi não possuindo um significado bem definido, existe algumas conjunções de palavras na língua tupi guarani, sendo as mais aceitas a da junção dos termos Caá - kaá  ("mato (a) ou folha") e porang - porã ("bonito") Mata Bonita ou ainda Caá - kaá (mato (a) ou folha) e puã (redondo) Mata Redonda, existe ainda a tradição oral dos antepassados que advogam o nome de Boca da Mata como nome oficial do município..

## História[7]
Em 1800, as terras que hoje compõem o município pertenciam ao Coronel Monteiro, e o Engenho Tabú ao Sr. João de Sá. Em 27 de dezembro de 1964 ela foi emancipada, hoje tem aproximadamente 25 mil habitantes. Quanto a localidade situava-se no caminho de acesso às praias de Pitimbu e Acaú por onde os moradores de Goiana costumavam passar a caminho do mar. O povoado desenvolveu-se à beira deste caminho.
O distrito foi criado  com a denominação de Caaporã, pelo decreto-lei estadual nº 520, de 31 de dezembro de 1943, subordinado ao município de Maguari. Em 1948, o município de Maguari passou a denominar-se Cruz do Espírito Santo. Elevado à categoria de município com a denominação de Caaporã, pela lei estadual nº 3130, de 27 de dezembro de 1963. O município foi instalado em 2 de fevereiro de 1964.

## Geografia
O município de Caaporã encontra-se inserido na unidade geoambiental dos Tabuleiros Costeiros.
O clima é  Tropical Chuvoso com verão seco. O período chuvoso começa em fevereiro e termina em outubro. A vegetação predominante é a Floresta Subperenifólia, com partes de Floresta Subcaducifólia e transição Cerrado/Floresta.
Caaporã está inserido nos domínios da bacia hidrográfica do Rio Abiaí. Seus principais cursos d'água são os rios Papocas, Camocim, Pitanga, Dois Rios, do Galo e Goiana, e os riachos: Taberubus, Cupissura, Tamandu à e Farias, todos de regime de escoamento perene.
| Dados climatológicos para Caaporã     | Dados climatológicos para Caaporã | Dados climatológicos para Caaporã | Dados climatológicos para Caaporã | Dados climatológicos para Caaporã | Dados climatológicos para Caaporã | Dados climatológicos para Caaporã | Dados climatológicos para Caaporã | Dados climatológicos para Caaporã | Dados climatológicos para Caaporã | Dados climatológicos para Caaporã | Dados climatológicos para Caaporã | Dados climatológicos para Caaporã | Dados climatológicos para Caaporã |
| Mês                                   | Jan                               | Fev                               | Mar                               | Abr                               | Mai                               | Jun                               | Jul                               | Ago                               | Set                               | Out                               | Nov                               | Dez                               | Ano                               |
| ------------------------------------- | --------------------------------- | --------------------------------- | --------------------------------- | --------------------------------- | --------------------------------- | --------------------------------- | --------------------------------- | --------------------------------- | --------------------------------- | --------------------------------- | --------------------------------- | --------------------------------- | --------------------------------- |
| Precipitação (mm)                     | 83,6                              | 114                               | 176                               | 210                               | 266                               | 291,7                             | 246,8                             | 131,6                             | 72,9                              | 35,9                              | 28,1                              | 48                                | 1 704,6                           |
| Fonte: Atlas Pluviométrico da Paraíba |                                   |                                   |                                   |                                   |                                   |                                   |                                   |                                   |                                   |                                   |                                   |                                   |                                   |

## Economia
A cana-de-açúcar ocupa a maior parte do solo do município, embora mereça destaque a plantação de coco, lavoura de subsistência e inhame. A renda familiar é relativamente baixa, já que a maior parte da população recebe o salário mínimo. Os desempregados,  têm renda incerta e, muitas vezes, inferior ao salário mínimo, já que se empregam na cultura cíclica (cana-de-açúcar), sobrevivem da atividade pesqueira e do comércio local. A maioria da população reside em casas de um ou dois quartos, construídas a maioria hoje em alvenaria. A ocupação média de cada residência é de quatro pessoas. A população recebe assistência médica do Hospital e Maternidade Ana Virgínia e de 09 (nove) USFs (Unidades de Saúde Familiar), localizadas em diferentes bairros e nos distritos de Cupissura e Fazenda Retirada, onde encontra-se a disposição da população vários serviços clínicos e de assistência hospitalar, porém algumas pessoas se dirigem a Capital, João Pessoa aproximadamente a 45 km de Caaporã,  para obter serviços mais especializados ou quando em acidentes mais graves.
O comércio interno está em constante crescimento e as portas do desenvolvimento estão em  abertas, com a chegada do distrito industrial, em plena construção aguardando a instauração de empresas oriundas de diferentes regiões do pais e a incorporação do município no polo no maior polo cimenteiro do Brasil que conta com as cidades de Alhandra, Caaporã e Pitimbú, com a intensa mineração nas unidades produtoras de cimento as obras para o novo distrito industrial de Caaporã. Acham-se instaladas também no município a Agro Industrial Tabu S/A (Destilaria) e a Cimento Campeão do grupo Lafarge S/A e atualmente a empresa de pipocas K'delícia, com isso tem ocorrido um crescente aumento no setor de construção civil, que tem aquecido as vendas no setor imobiliário local e uma valorização das terras.